# 憲蔵 (小惑星)
憲蔵（けんぞう、5526 Kenzo）は小惑星帯に位置する小惑星。浦田武が静岡県の太平観測所で発見した。
愛知県豊田市在住のアマチュア天文家、鈴木憲蔵から命名された。